# Pachylister spinipes
Pachylister spinipes är en skalbaggsart som först beskrevs av Sylvain Auguste de Marseul 1854.  Pachylister spinipes ingår i släktet Pachylister och familjen stumpbaggar. Inga underarter finns listade i Catalogue of Life.